# Čiekurkalns
Čiekurkalns es un barrio de la ciudad de Riga, Letonia.

## Superficie
Posee una superficie de 5,670 kilómetros cuadrados (567 hectáreas).

## Población
Hasta 2021 presentaba una población de 7609 habitantes, con una densidad de población de 1341,97 habitantes por kilómetro cuadrado.

## Transporte

### Rutas
- Autobús: 9, 48, 58.[1]